# Nortia Tesserae
Le Nortia Tesserae sono una struttura geologica della superficie di Venere.